# بوریس نووکوویچ
بوریس نووکوویچ (به انگلیسی: Boris Novković) (زاده ۲۵ دسامبر ۱۹۶۷) خواننده کروات است.
او در مسابقه آواز یوروویژن ۲۰۰۵ نماینده کرواسی بود.